# Kosma Złotowski
Kosma Tadeusz Złotowski (Bydgoszcz, 14 gennaio 1964) è un politico polacco.

## Biografia
Parlamentare europeo dal 2019, fu candidato alla presidenza del Parlamento europeo.
Precedentemente era stato membro di entrambe le camere del parlamento polacco (negli anni 1997-2001 e 2005-2007), nonché sindaco di Bydgoszcz (tra il 1994-1995).
Partecipante abituale e co-organizzatore del V Forum delle Nazioni Libere della Post-Russia.